# مروة عبد المنعم
مروة عبد المنعم (18 نوفمبر 1978 -)، ممثلة مصرية.

## عن حياتها
بدأت مسيرتها الفنية في مسلسل أم كلثوم في عام 1999. وهي خريجة «معهد الفنون المسرحية».
في 9 أغسطس 2016 انَفصلت عند زَوجها المُخرج حسام الشاذلي. وقد تألقت أخيراً في مسرحية سنو وايت للمخرج محسن رزق والشاعر خالد الشيباني بعد أن ظهرت مواهبها في الغناء والاستعراض وشاركت المسرحية في المسابقة الرسمية للمهرجان القومي للمسرح في سابقة تعد الأولى من نوعها لكونها مسرحية أطفال 
حصلت على جائزة أفضل ممثلة بالمهرجان القومي للمسرح عام 2018 عن مسرحية سنو وايت 

## أعمالها الفنية

### في التلفزيون
| - حلوة الدنيا سكر : 2021 - نور وبوابة التاريخ:2018 - كلام كبار:2018 - شاش في قطن:2017-د. شيري ح9، 10 - عيلة صالح:2017 - جراب حواء:2016 - يوميات زوجة مفروسة أوي (ج1، 2، 3):2015 إلي 2017-كاميليا القليوبي - أرض النعام:2015-نسمة - علاقات خاصة:2015-ميرفت - خليل الله (إبراهيم عليه السلام):2015 - جدو وولاد بنتو:2014 - قشطة وعسل:2013-قشطة - أحلى أيام:2013-ضيف شرف - في بيتنا حريقة:2013 - لعبة الموت:2013 | - بالأمر المباشر:2012-حبيبة - سيدنا السيد:2012 - الشركة:2012 - قصص الحيوان في القرآن:2011-فارسية دابة الأرض - الريان:2011-هناء - سي عمر وليلى أفندي:2010 - الفوريجي:2010-زيزي بنت أخت صابر - حقي برقبتي:2009-دينا زوجة عمرو - تاجر السعادة:2009 - بوجي وطمطم ج2:2009 - أغلى الناس:2008 - الفاضي يعمل إيه:2008-عايدة - عرب لندن:2008 - بنت من الزمن ده:2008 | - القرار:2007 - اسلحة دمار شامل:2006 - الدنيا ريشة في هوا:2006 - ومضى عمري الأول:2006 - عفريت القرش:2006-شهرزاد - أيامنا:2004 - أوراق مصرية (ج3):2004-زينة نوار النجعاوي - مشوار امراة:2004 - عباس الأبيض في اليوم الأسود:2004-لبنى - قمر سبتمبر:2003 - الحقيقة والسراب:2003 - إمام الدعاة:2003-الابنة الثانية للشيخ الشعراوي - عائلة عابدين:2003 - تعالى نحلم ببكره:2003-نورا | - تحت الريح:2003 - اللؤلؤ المنثور:2002 - الأصدقاء:2002-الخارسة جارة الريس حسن - سيف اليقين:2002 - أنظر حولك وابتسم:2002 - بين شطين و مية:2002 - الرقص على سلالم متحركة:2001-دينا طحن - حديث الصباح والمساء:2001-حبيبة - أم كلثوم:1999 - الجذور:1999 - ع الحلوه والمره:1999-داليا - الغروب لا يأتي سرا:1999 - أما بعد |

### من الأفلام
| - مستر بيبي:2017 - اللي اختشوا ماتوا:2016-سمسم - 31/12:2013-لمياء خطيبة رامي - القشاش: 2013-زهره - عش البلبل:2013 | - دقي يا مزيكا:2011 - فوكك مني:2011 - نور عيني:2010 - بدون رقابة:2009 - أعز أصحاب:2009-هالة رشوان | - حبيبي نائما:2008-سارة - ابنة عم نسمة - كابتن هيما:2008-سناء - عمر وسلمى (ج1، 2):2007، 2009-أميرة - زي الهوا:2006-بسمة |

### من المسرحيات
| - سنو وايت 2017 - بابا جاب موز:2014-الرقاصة نونو - اللى خايف يروح:2013 | - الجميلة والوحش:2012 - سكر هانم:2010-سلوى - الملك لير:2001 |

### أخرى
- مسلسل إذاعي:أنا والفلوس وهواك:2018
- رسوم متحركة:حبيب الله:2016
- مسلسل إذاعي:عيلة كويسة غنية مفلسة:2009
- سهرة تلفزيونية:سلاسل الحب
- برنامج: مساء الفن: 2016

## وصلات خارجية
- مروة عبد المنعم على موقع IMDb (الإنجليزية)
- مروة عبد المنعم على موقع الدهليز
- مروة عبد المنعم على موقع قاعدة بيانات الأفلام العربية